# Amphicnaeia bivittata
Amphicnaeia bivittata là một loài bọ cánh cứng trong họ Cerambycidae.